# Italia en los Juegos Paralímpicos de Atenas 2004
Italia estuvo representada en los Juegos Paralímpicos de Atenas 2004 por un total de 76 deportistas, 62 hombres y 14 mujeres.

## Medallistas
El equipo paralímpico italiano obtuvo las siguientes medallas:
| Nombre                                     | Deporte                    | Evento                               |
| ------------------------------------------ | -------------------------- | ------------------------------------ |
| Oro                                        |                            |                                      |
| Alvise De Vidi                             | Atletismo                  | Maratón T51 masculino                |
| Alberto Pellegrini                         | Esgrima en silla de ruedas | Sable individual A masculino         |
| Immacolata Cerasuolo                       | Natación                   | 100 m mariposa S8 femenino           |
| Paola Fantato                              | Tiro con arco              | Individual W1/W2 femenino            |
| Plata                                      |                            |                                      |
| Francesca Porcellato                       | Atletismo                  | 100 m T53 femenino                   |
| Francesca Porcellato                       | Atletismo                  | 800 m T53 femenino                   |
| Stefano Lippi                              | Atletismo                  | Salto de longitud F42 masculino      |
| Roberto La Barbera                         | Atletismo                  | Salto de longitud F44 masculino      |
| Fabio Triboli                              | Ciclismo en ruta           | Ruta/Contrarreloj LC1 masculino      |
| Immacolata Cerasuolo                       | Natación                   | 200 m estilos SM8 femenino           |
| Valeria Zorzetto                           | Tenis de mesa              | Individual 4 femenino                |
| Paola Fantato Anna Menconi Sandra Truccolo | Tiro con arco              | Equipo clase abierta femenino        |
| Bronce                                     |                            |                                      |
| Francesca Porcellato                       | Atletismo                  | 400 m T53 femenino                   |
| Andrea Cionna                              | Atletismo                  | 10 000 m T11 masculino               |
| Andrea Cionna                              | Atletismo                  | Maratón T11 masculino                |
| Alvise De Vidi                             | Atletismo                  | 200 m T51 masculino                  |
| Fabio Triboli                              | Ciclismo en pista          | Persecución individual LC1 masculino |
| Fabrizio Macchi                            | Ciclismo en pista          | Persecución individual LC3 masculino |
| Carlo Piccoli                              | Natación                   | 200 m libre S3 masculino             |